# 小山田詩乃
小山田 詩乃（おやまだ しの、1970年5月28日 - ）は、日本の女優、声優。東京都出身。身長162cm。体重48kg。

## 来歴
私立森村学園高等部中退、文部省大学入学資格検定試験資格取得、多摩美術大学二部芸術学科中退、青年座研究所17期卒業。
1993年4月1日に劇団青年座に入団。

## 人物
趣味は美術・音楽全般、エクササイズ、読書。

## 出演作品

### テレビドラマ
- 花の係長
- 湯けむり仲居純情日記4

### 舞台
- 桜姫東文章（お十）
- 殺陣師段平（新蝶々の女）
- ばるぼら

### テレビアニメ
- 名探偵コナン（1997年、児島千尋）

### 吹き替え

#### 映画
- 愛は波の彼方に 愛情夢幻号（キャシー〈チュイ・イン〉）
- エイリアン2（ディートリック〈シンシア・デイル・スコット〉）※テレビ朝日2004年版
- キラーウルフ/白髪魔女伝（狼女/練虹裳〈ブリジット・リン〉）
- キンダガートン・コップ ※テレビ朝日版
- 白髪魔女伝2（狼女/練虹裳〈ブリジット・リン〉）
- セルラー（クロエ〈ジェシカ・ビール〉）※ソフト版
- ターミネーター2（ジャネル）※エクストリームエディション版
- ハード・ウェイ（ロザリー）※フジテレビ版（思い出の復刻版BD収録）
- フォー・ウェディング
- ボディガード（エマ〈エセル・アイヤー〉）※テレビ朝日版
- ホワイトフォール
- めぐり逢い
- メダリオン（シャーロット・ワトソン〈クリスティ・チョン〉）
- ルームメイト2
- レーシング・ストライプス ※劇場公開版

#### ドラマ
- サンタバーバラ
- Dr.マーク・スローン（アマンダ・ベントリー・リビングストン）
- ミッシング -サイキック捜査官-（キャサリン・オマリー）